# Nynäs Offshore Race
Nynäs Offshore Race är en offshore motorbåtstävling som genomförts årligen sedan 1966. 
Loppet 1966 arrangerades av Nynäshamns vattenskidklubb tillsammans med Sportbåtsklubben i Stockholm med start och mål i Nynäshamn. 
Idag arrangeras loppet av Nynäshamns segelsällskap. Tävlingsbanan löper söderut från Nynäshamn mot Landsort, vänder runt Stora Viksten mot nordnordväst och ut mot öppna vatten och Mysingen.  Den norra vändpunkten tillbaka mot Nynäshamn ligger i höjd med Rånö innanför Utö. Antalet varv runt banan avgörs av väder och båtarnas fartresurser. Nynäs Offshore Race hålls årligen, normalt i mitten av augusti och är en av de tre största offshore motorbåtstävlingarna i Sverige tillsammans med Roslagsloppet och Saltsjöloppet. De snabbare klasserna i dessa lopp håller idag genomsnittsfarter närmare 90 knop medan 60 till 70 knop är genomsnittsfarter för klasserna med de mindre båtarna.

## Galleri

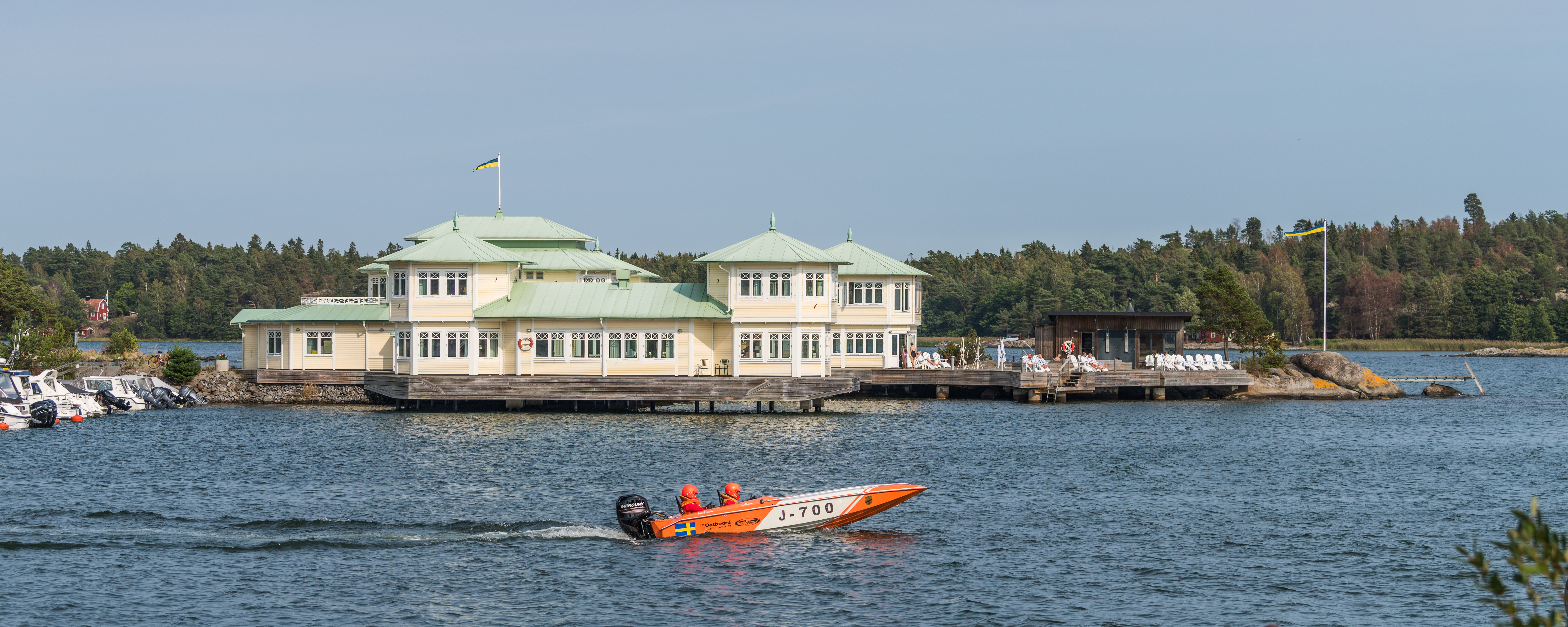
Nynäs Offshore Race 2018
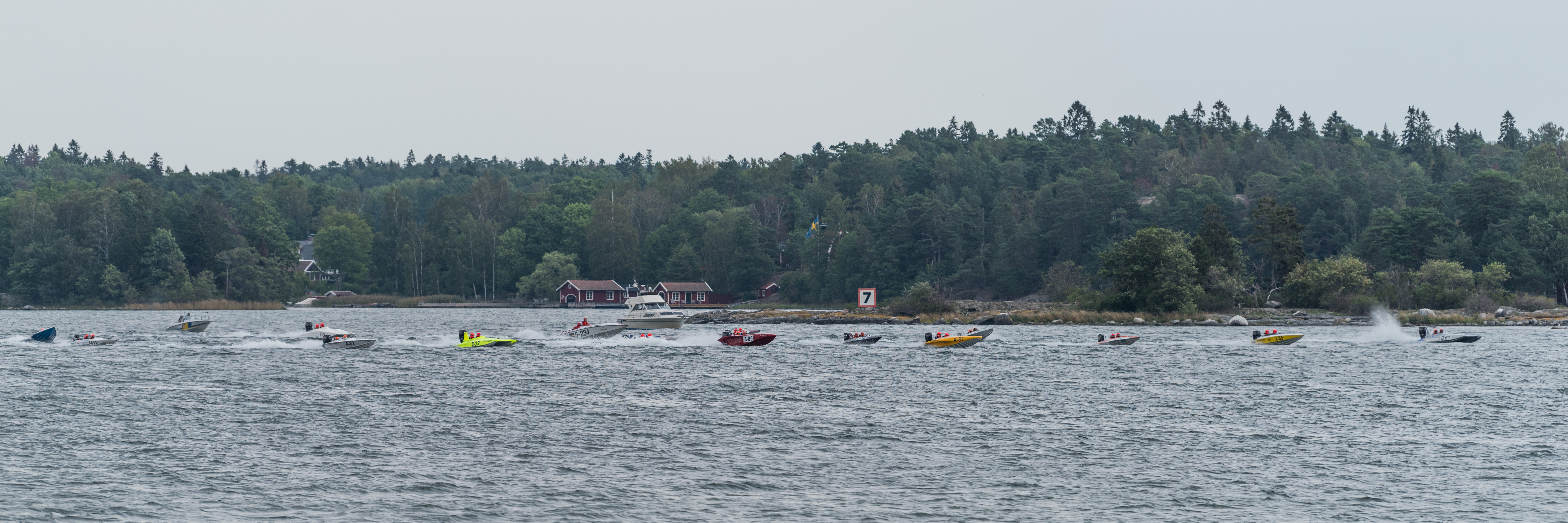
Nynäs Offshore Race 2018
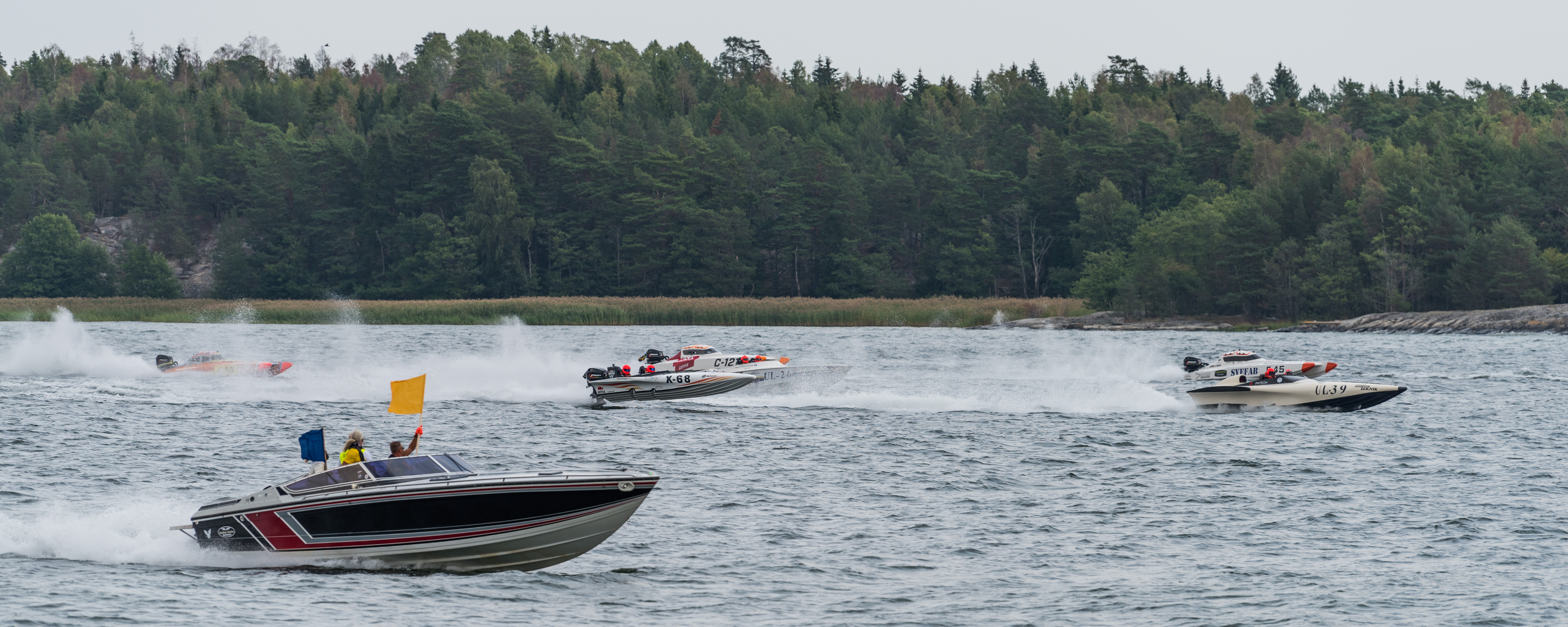
Nynäs Offshore Race 2018
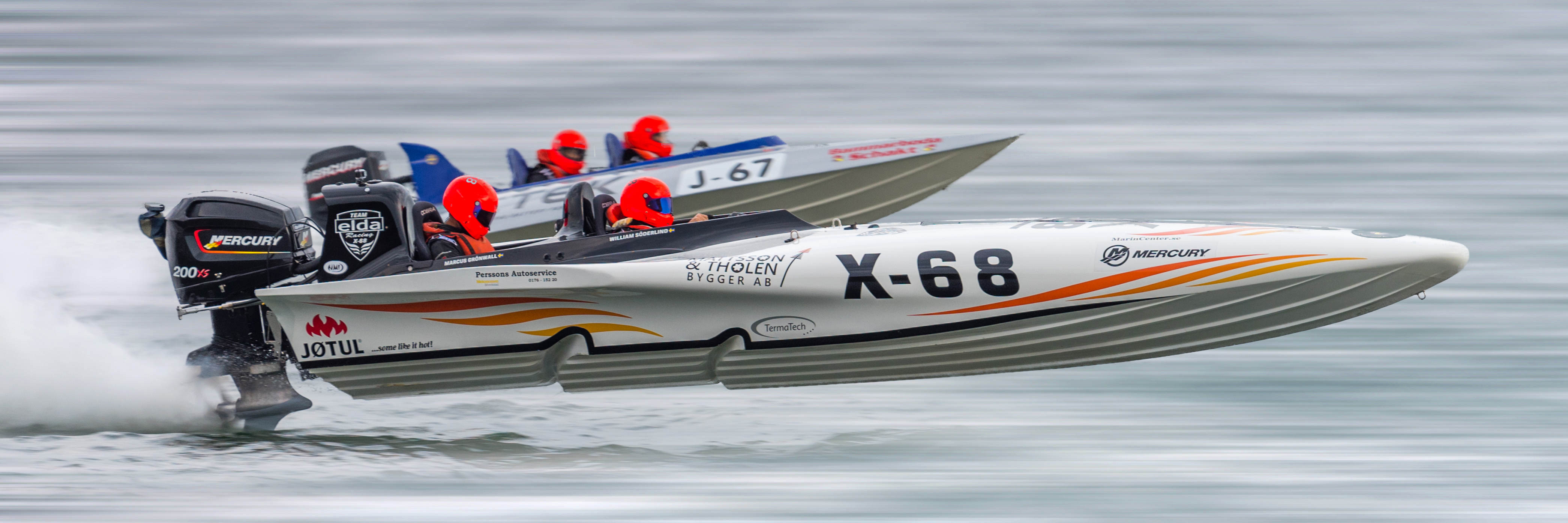
Nynäs Offshore Race 2018
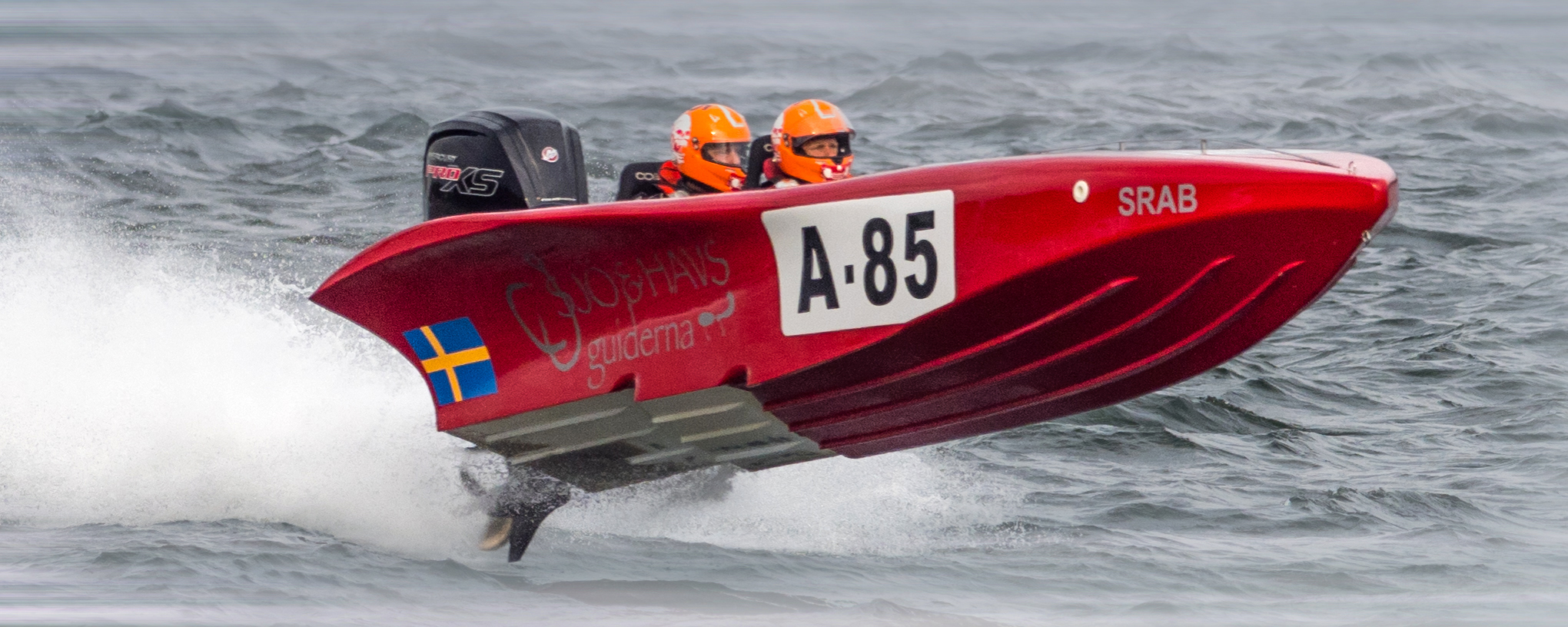
Nynäs Offshore Race 2018
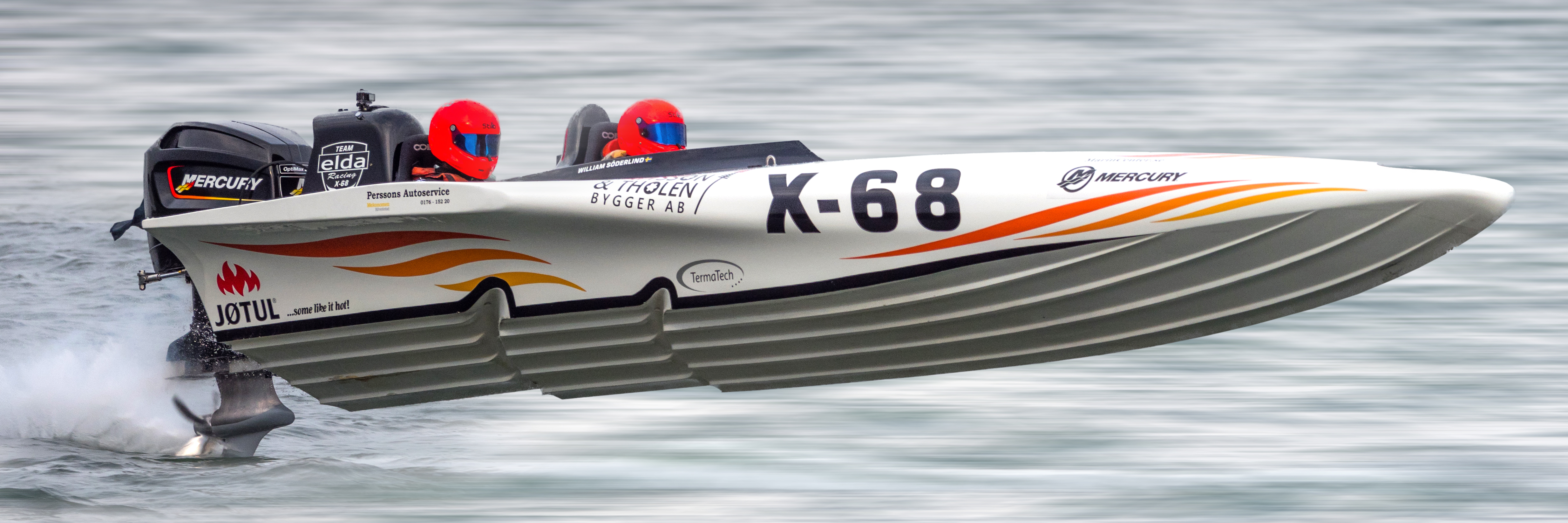
Nynäs Offshore Race 2018
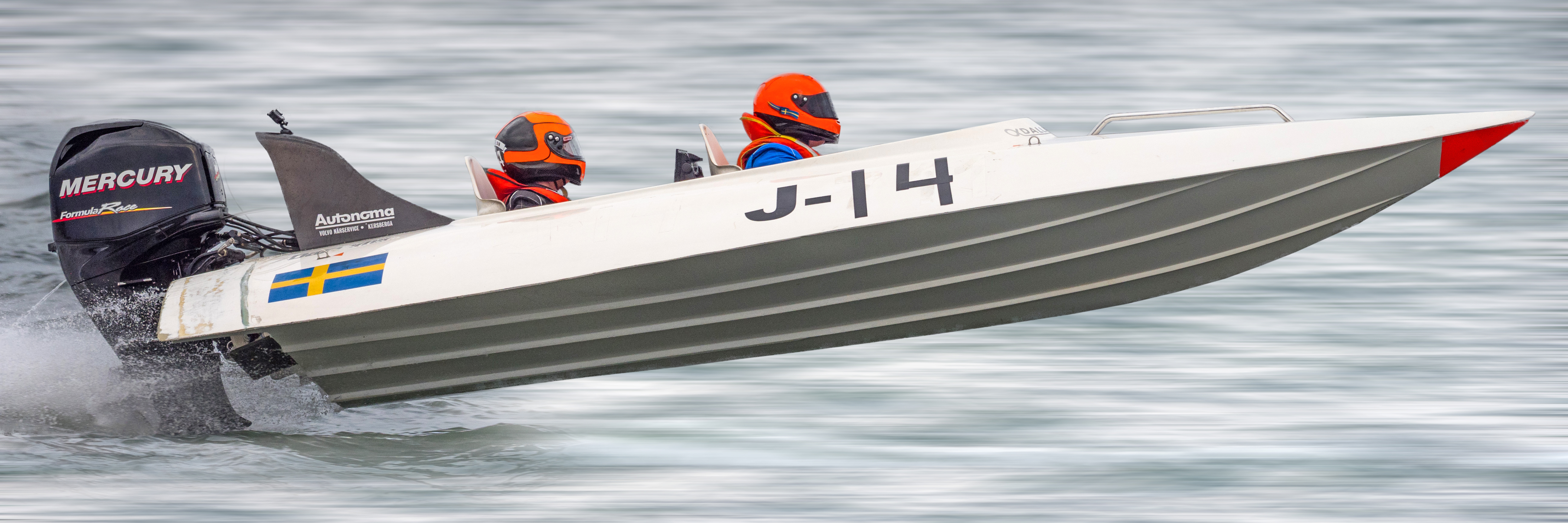
Nynäs Offshore Race 2018